# Vampyrìsme, nècrophilie, nècrosadisme, nècrophagie

Gagne la mort avec tous tes appétits, et ton égoïsme et tous les péchés capitaux.
Frase en la portada de Vampyrìsme, Nècrophilie, Nècrosadisme, Nècrophagie
de "Antaño, si mal no recuerdo..." por Arthur Rimbaud

Vampyrìsme, Nècrophilie, Nècrosadisme, Nècrophagie es el primer disco oficial de la banda italiana de symphonic black metal Theatres des Vampires. El álbum fue completamente regrabado,en 2003 bajo el nombre Vampyrìsme.

## Lista de canciones[1]
- 1."Intro - Twilight Kingdom" - 04:29
- 2."The Lands Beyond The Forest" - 04:03
- 3."Reborn In The Wood" - 04:28
- 4."Ancient Vampires" - 05:34
- 5."Woods Of Valacchia" - 07:07
- 6."Within The Dark Domain" - 06:48
- 7."Upon The Darkest Mountain" - 02:49
- 8."While The Snow Turns Red" - 03:39
- 9."Vlad The Impaler" - 04:22